# The Fisher King
The Fisher King (bra: O Pescador de Ilusões; prt: O Rei Pescador) é um filme estadunidense de 1991 dos  gêneros comédia dramática e fantasia, escrito por Richard LaGravenese, dirigido por Terry Gilliam e estrelado por Jeff Bridges e Robin Williams.
Conta a história da amizade entre um radialista e um sem-teto, cujas vidas foram abaladas por tragédias, e que tentam fugir de sua cruel realidade entrando em um mundo de fantasia.
No Oscar 1992, o filme recebeu cinco indicações, incluindo melhor ator para Williams e melhor roteiro original para LaGravenese; enquanto Mercedes Ruehl recebeu o prêmio de melhor atriz coadjuvante.

## Elenco
- Jeff Bridges como Jack Lucas
- Robin Williams como Henry "Parry" Sagan
- Mercedes Ruehl como Anne Napolitano
- Amanda Plummer como Lydia Sinclair
- Christian Clemenson como Edwin Malnek
- Michael Jeter como cantor de cabaré sem-teto
- David Hyde Pierce como Lou Rosen
- Lara Harris como Sondra
- Chris Howell como o Cavaleiro Vermelho
- John de Lancie como executivo de televisão
- Tom Waits como veterano deficiente
- Richard LaGravenese como rico em camisa de força
- William Jay Marshall como sem-teto jamaicano
- Warren Olney como âncora do jornal[6]
- Kathy Najimy como cliente da locadora
- Dan Futterman como adolescente punk
- Harry Shearer como Ben Starr, ator do seriado
- Melinda Culea como esposa do seriado
- Paul Michael Lombardi como funcionário da rádio

## Recepção
O filme teve um desempenho moderado nas bilheterias, arrecadacando quase US$ 42 milhões nos Estados Unidos e no Canadá, e uma arrecadação internacional de $ 30,5 milhões, para um total mundial de $ 72,4 milhões. and an international gross of $30.5 million,

### Resposta da crítica
No Rotten Tomatoes, The Fisher King tem uma taxa de aprovação de 85%, com base em 66 avaliações, com uma classificação média de 7,1/10. O consenso dos críticos do site diz: "Uma mistura estranha, mas comovente de drama, comédia e fantasia, The Fisher King consegue equilibrar as atuações comoventes de Robin Williams e Jeff Bridges com o universo tipicamente distorcido do diretor Terry Gilliam". No Metacritic, o filme tem uma pontuação média ponderada de 61 em 100, com base em nove críticos, indicando "críticas geralmente favoráveis". O público pesquisado pelo CinemaScore deu ao filme uma nota "B+" em uma escala de A+ a F.
Peter Travers, da Rolling Stone, escreveu que o filme "leva você em ondas de humor, desgosto e romance arrebatador".
Após a morte de Robin Williams em 2014, uma reavaliação do filme no RogerEbert.com disse que "nenhum filme de Williams pode atingir com mais força - ou ser tão consolador em circunstâncias tão dolorosas - do que The Fisher King", no qual seu personagem "gradualmente esquenta até ferver de inseguranças, terror e dor internalizada agonizante".

## Prêmios e indicações
- Oscar 1992 (EUA)
  - Vencedor na categoria de melhor atriz coadjuvante (Mercedes Ruehl).
  - Indicado nas categorias de melhor ator (Robin Williams), melhor direção de arte, melhor trilha sonora e melhor roteiro original.

- Prêmio Saturno 1992 (Academy of Science Fiction, Fantasy & Horror Films, EUA)
  - Vencedor na categoria de melhor atriz coadjuvante (Mercedes Ruehl).
  - Indicado nas categorias de melhor ator (Jeff Bridges e Robin Williams), melhor figurino, melhor diretor, melhor filme de fantasia e melhor roteiro.

- Globo de Ouro 1992 (EUA)
  - Vencedor na categoria de melhor ator de cinema - comédia/musical (Robin Williams) e melhor atriz coadjuvante de cinema (Mercedes Ruehl).
  - Indicado na categoria de melhor diretor de cinema, Globo de Ouro de melhor filme de comédia ou musical|melhor filme - comédia/musical]] e melhor ator de cinema - comédia/musical (Jeff Bridges).[14]

- BAFTA 1992 (Reino Unido)
  - Indicado na categoria de melhor atriz coadjuvante (Mercedes Ruehl), melhor roteiro original.

- Festival Internacional de Cinema de Toronto 1991 (Canadá)
  - Vencedor do People's Choice Award.

- Festival de Veneza 1991 (Itália)
  - Vencedor do prêmio Leão de Prata (Terry Gilliam).[nota 1]
  - Indicado ao prêmio Leão de Ouro.